# 278 Paulina
278 Paulina è un asteroide della fascia principale del diametro medio di circa 35,01 km. Scoperto nel 1888, presenta un'orbita caratterizzata da un semiasse maggiore pari a 2,7568352 UA e da un'eccentricità di 0,1328225, inclinata di 7,82486° rispetto all'eclittica.
L'origine del suo nome è sconosciuta.